# Слимнища
Слѝмнища (произношение в местния говор Слѝмнишча, на гръцки: Μηλίτσα, Милица, до 1926 година Σλήμιστα, Слимиста или Σλήμιτσα, Слимица) е село в Егейска Македония, Република Гърция, дем Хрупища, област Западна Македония.

## География
Селото се намира на 6 километра югоизточно от Костурското езеро и на 12 km южно от Костур, на пътя от Дупяк (Диспилио) за Богатско (Вогацико). Селото е равнинно - на изток е планината Саракина, а на запад в от ниските хълмове извира потокът Извор (Ίσβρος), който заедно с пороя Сушлица (Σούσλιτσα) се влива в Гьоле.

## История

### Античност
В местността Извор (Ίσβρος), на около 100 метра северозападно от последните къщи на селото, има скалист хълм, който е бил цитаделата на римско селище. Открити са фрагменти от керамика от римския период. До църквата „Света Параскева“ е открита сграда от късноримско време. Открити са и четири византийски монети и капител от VI век, който е от балдахин или от иконостас на християнска църква. Находките се пазят в Хрупищкия археологически музей.

### В Османската империя
В османските данъчни регистри от средата на XV век Слимища е споменато с 41 глави на семейства и четирима неженени: Свещеникът Пандино, Джон, Йорко, Михо, Йорко, Богдан, Андрия, Джурко, Алекса, Димо, Михо, Сирос, Яно, Борко, Тодор, Васил, Яно, Джурко, Лазор, Мано, Йован, Димо, Величко, Стефан, Яно, Михо, Джурко, Ивгеч, Борко, Стефан, Стамат, Михо, Никола, Михо, Никола, Йорко, Йорко, Коста, Иврето, Михал, Васил, Яно, Стефан, Яно и Томаки, и шест вдовици Добра, Гюра, Кала, Зуя, Добра и Добра. Общият приход за империята от селото е 2906 акчета.
Гробищната църква „Свети Димитър“ е от XVII век.
В XIX век Слимнища е на самата южна българска етническа граница. В 1889 година Стефан Веркович („Топографическо-этнографическій очеркъ Македоніи“) пише за Слимнища:
| „ | С. Слимища с 60 български къщи, 76 семейни двойки и 153 нуфузи. Занимание на жителите: мелничарство, плетене на рогозки... тук има една църква и свещеник; в това село живеят и няколко семейства цигани. | “ |

Според статистиката на Васил Кънчов („Македония. Етнография и статистика“) в 1900 година Слимнища има 150 жители българи и 150 гърци.
На Етнографската карта на Битолския вилает на Картографския институт в София от 1901 година Слимница е чисто българско село в Костурската каза на Корчанския санджак с 40 къщи.
В началото на XX век Слимнища е патриаршистко село. По данни на секретаря на екзархията Димитър Мишев („La Macédoine et sa Population Chrétienne“) в 1905 година в Слимнища има 320 българи патриаршисти гъркомани и в селото функционира гръцко училище.
Гръцка статистика от 1905 година представя селото като гръцко със 750 жители.
Според Георги Константинов Бистрицки Слимнища преди Балканската война има 35 гръцки къщи.
На етническата карта на Костурското братство в София от 1940 година, към 1912 година Слимища е обозначено като българско селище.

### В Гърция
През войната селото е окупирано от гръцки части и остава в Гърция след Междусъюзническата война. Боривое Милоевич пише в 1921 година („Южна Македония“), че Слимища (Слимишта) има 40 къщи славяни християни.
В 1926 година е прекръстено на Милица. Главното производство на селото традиционно е жито, тютюн и градинарски култури, тъй като землището се напоява от реката Гьоле.
В 1943 година селото е изгорено от италианци и българи.
Селото не пострадва в Гражданската война. От 1997 година село е част от дем Йон Драгумис, който от 1 януари 2011 година по закона Каликратис е слят с дем Хрупища (тогава Орестида).
Църквата „Свети Мина“ в центъра на селото е каменна базилика. В селото е запазена е стара воденица.
| Година    | 1913 | 1920   | 1928 | 1940 | 1951 | 1961 | 1971 | 1981 | 1991 | 2001 | 2011 | 2021 |
| --------- | ---- | ------ | ---- | ---- | ---- | ---- | ---- | ---- | ---- | ---- | ---- | ---- |
| Население | 174  | [ 15 ] | 303  | 406  | 390  | 396  | 361  | 368  | 375  | 382  | 371  | 286  |

## Личности
Родени в Слимщица
- Атанас Петров (Αθανάσιος Πέτρου), гръцки андарт, агент от ІІІ ред[16]
- Васил Вълчев (Βασίλειος Βολίτσου), гръцки андартски деец, агент от ІІІ ред[17]
- Диаманди Динов (Διαμαντής Ντίνας), гръцки андартски деец, агент от ІІІ ред[16]
- Йован Фистов (Йованис, Йоанис Фистопулос), гъркомански андартски деец[18]
- Ламбри Христов (Λάμπρος Χρήστου), гръцки андарт, агент от ІІІ ред[16]
- Никола Христов (Νικόλαος Χρήστου), гръцки андарт, агент от ІІІ ред[16]